# Pilkhana
Pilkhana é uma cidade e uma nagar panchayat no distrito de Aligarh, no estado indiano de Uttar Pradesh.

## Demografia
Segundo o censo de 2001, Pilkhana tinha uma população de 9692 habitantes. Os indivíduos do sexo masculino constituem 53% da população e os do sexo feminino 47%. Pilkhana tem uma taxa de literacia de 28%, inferior à média nacional de 59.5%: a literacia no sexo masculino é de 37% e no sexo feminino é de 17%. Em Pilkhana, 22% da população está abaixo dos 6 anos de idade.